# Coreopsis gladiata
Coreopsis gladiata лат.  — вид травянистых растений рода Кореопсис (Coreopsis) семейства Астровые (Asteraceae), растёт на юго-востоке США.

## Ботаническое описание
Coreopsis palmata — однолетнее или короткоживущее многолетнее травянистое растение высотой 90—120 см. Наиболее близкий вид — Coreopsis leavenworthii.
Листья цельные.
Цветки — жёлтого цвета с тёмно-коричневым диском. Цветёт с конца лета до зимы, как правило, сентябрь-октябрь.

## Ареал и местообитание
Растёт на юго-востоке США, встречается в штатах Северная Каролина, Южная Каролина, Джорджия, Флорида, Алабама, Миссисипи и Луизиана. Произрастает в низинных влажных сосновых лесах, на открытых местах, опушках и в кюветах, на болотистых почвах.